# Martin Dorpius
Martin Dorpius, né à Naaldwijk vers 1460 et mort le 31 mai 1525 à Louvain, est un théologien néerlandais. 

## Biographie
Professeur d'éloquence et de philosophie à Louvain (Pédagogie du Lys), il dirige à partir de 1501 l'école du Saint-Esprit à Louvain. Ami d'Érasme et de Thomas More, il reste célèbre pour la controverse entre lui et son ami Érasme qui est à l'origine de la  Lettre d’Érasme à Dorpius qui suit en général les publications de l'Éloge de la Folie.

## Œuvres
On lui doit une épitre à Érasme sur l'Éloge de la Folie ainsi qu'un autre nommée De Hollandorum moribus, une harangue, De laudibus Aristotelis ainsi que :
- Oratio de laudibus sigillatim cuiusque disciplinarum (Louvain, Dirk Martens, 1513)
- Concio de diue virginis deiparae in coelum assumptione (Louvain, Dirk Martens, 1514)
- Dialogus in quo Venus & Cupido omnes adhibent versutias... (Louvain, Dirk Martens, 1514)
- Oratio in praelectionem epistularum diui Pauli (Anvers, 1519)